# Neohebestola petrosa
Neohebestola petrosa là một loài bọ cánh cứng trong họ Cerambycidae.